# Igreja e Convento de São Francisco (Torrão)
A Igreja e Convento de São Francisco, também referido como Convento de Santo António, localizam-se na freguesia do Torrão, Município de Alcácer do Sal, Distrito de Setúbal, em Portugal.
Desde 2012, a Igreja e Convento de São Francisco estão classificados como Monumento de Interesse Público (MIP).
Na circunscrição eclesiástica da paróquia do Torrão, pertencente à Arquidiocese de Évora, na Igreja de São Francisco ainda se realizam eucaristias.

## História
Sobre os conventos existentes na freguesia torranense escreveria Francisco Carneiro de Abreu, à data o prior da Igreja Matriz de Torrão, nas Memórias Paroquiais de 1758, aquando da questão dos conventos: